# Wacław Gurynowicz
Wacław Gurynowicz (ur. 22 czerwca 1865 we Włocławku, zm. w lipcu 1943 w Łodzi) – polski aktor teatralny.

## Kariera zawodowa
Debiutował w 1888 r. w Radomiu w zespole Lucjana Dobrzańskiego i Jana Reckiego. W latach 1889–1891 występował w wędrownych grupach teatralnych oraz warszawskich teatrach ogródkowych: „Alhambra”, „Promenada”, „Wodewil” i „Eldorado”. W pierwszych latach kariery śpiewał niekiedy w operach, m.in. Dziembę („Halka”).
W latach 1891–1894 pracował w zespole Ludwika Czystogórskiego i występował z nim w Lublinie, Radomiu, Kielcach i w Warszawie. W 1894 r. występował w Łodzi, a w sezonie 1895/1996 należał do zespołu Bolesława Mareckiego.
W latach 1897–1939 był związany na stałe z Teatrem Miejskim w Łodzi, w którym m.in. obchodził trzydziestopięciolecie pracy scenicznej (1923) w roli Millera (Intryga i miłość). Latem 1906 oraz w maju 1908 roku występował w zespole Mariana Gawalewicza w Filharmonii w Warszawie.
W 1933 otrzymał tytuł członka zasłużonego Związku Artystów Scen Polskich.

## Role teatralne
Wacław Gurynowicz w pierwszych latach swojej kariery scenicznej grał głównie role komicznych amantów. W kolejnych latach jego specjalizacją były role grane w charakterystycznych
epizodach. Do jego ulubionych należały role Żydów lub pyszałków.
- Wesele – Żyd
- Dożywocie – Twardosz
- Maria Stuart – Morton
- Damy i Huzary – Grzegorz
- Dziady – Kruk, chłop[7]
- Makbet – Siward[8]
- 1898: Małka Szwarcenkopf Gabrieli Zapolskiej – Marszelik[9]
- 1898: Gałganduch, czyli Trójka hultajska według Kazimierza Wroczyńskiego – Strudel[9];
- 1903–1906: Kolega Crampton wg Gerharta Hauptmana – ojciec Andrzeja
- 1914: Wóz Drzymały według utworu Józefa Rączkowskiego – chłop Michał Niedziela[10][11]
- 1926: Codziennie o piątej – Franciszek[1]
- 1926: Róża – Mówca II[1]
- 1927: Kredowe koło – oberżysta[1]
- 1927: Panna Flutte (1927) – ojciec[1][12][3].
- 1927: Wyzwolenie – robotnik[1]
- 1928: Zemsta – Dyndalski[1]
- 1929: Grube ryby – Filip[1]
- 1932: Azef[1]
- 1936: Tajny agent według powieści Josepha Conrada – jako anarchista Karol Jundt[1][13][3].